# Paulo Marques (radialista)
Paulo Marques Pessoa (Carpina, 29 de junho de 1948 — Recife, 14 de setembro de 2006) foi um jornalista, radialista e político brasileiro.
Estreou na carreira política em 1966, quando elegeu-se vereador do município de Carpina, pela ARENA. Formado em comunicação social pela Universidade Católica de Pernambuco em 1978, mudou-se no ano seguinte para o Recife. Na capital pernambucana, assumiu a direção da Divisão de Rádio e Televisão da Secretaria Municipal de Imprensa, onde permaneceria até 1981, quando filiou-se ao PDS, onde foi eleito deputado estadual. Ocupou o cargo até 1986, ano em que foi eleito deputado federal constituinte, agora pela legenda do PFL. Sua votação foi concentrada na Região Metropolitana do Recife e na Zona da Mata. Durante seu mandato, filiou-se ao PL em 1989, e, de volta ao PFL no mesmo ano, tentou a reeleição em 1990, sem sucesso.
Ao deixar a Câmara dos Deputados, voltou a trabalhar na área de comunicação. Foi fundador do jornal Folha de Pernambuco e colunista nas rádios Clube e Estação Sat. Também comandou o programa Pernambuco Urgente, na TV Guararapes, e o Programa Paulo Marques, no Canal 14 (NET Recife).
Morreu aos 58 anos, em 14 de setembro de 2006, vítima de falência múltipla de órgãos. Ele estava internado no Hospital Memorial São José desde junho do mesmo ano para tratar de um câncer no cérebro. Durante o período, chegou a sofrer uma crise convulsiva e foi submetido a 2 cirurgias na cabeça.

## Mandatos eletivos
- Vereador pelo município de Carpina, PE: 1974-1983 (ARENA e PDS)
- Deputado estadual de Pernambuco: 1983-1987 (PDS e PFL);
- Deputado federal (constituinte), 1987-1991 (PFL e PL);

## Filiações partidárias
- Aliança Renovadora Nacional (ARENA), 1966-1979;
- Partido Democrático Social (PDS), 1979-1985;
- Partido Liberal (PL), 1989;
- Partido da Frente Liberal (PFL), 1985-1989 e 1989-1991